# Živa Zdolšek
Živa Zdolšek (Celje, 10 ottobre 1989) è un'ex cestista slovena.

## Carriera
Con la Slovenia ha disputato i Campionati europei del 2017.